# Tề Linh công
Tề Linh công (chữ Hán: 齊靈公; cai trị: 581 TCN – 554 TCN), tên thật là Khương Hoàn (姜環), là vị vua thứ 24 của nước Tề - chư hầu nhà Chu trong lịch sử Trung Quốc.

## Thân thế
Ông là con trai của Tề Khoảnh công – vua thứ 23 nước Tề. Năm 581 TCN, Tề Khoảnh công qua đời, Khương Hoàn lên nối ngôi, tức là Tề Linh công.

## Xung đột với chư hầu
Năm 571 TCN, Tấn Điệu công mang quân đánh Tề. Tề Linh công không chống nổi, phải sai con là Khương Quang sang Tấn làm con tin. Nước Tấn rút quân.
Năm 567 TCN, nước Lai tiến đánh Tề song đã bị Tề Linh công đánh bại hoàn toàn, Lai Cung công Phù Nhu bị giết. Lai là một nước lớn, và Tề đã mở rộng được gấp đôi cương vực của mình sau khi thôn tính nước Lai.
Năm 563 TCN, Khương Quang được trở về nước. Tề Linh công lập Quang làm thế tử, sai đại phu Cao Hậu giúp.
Năm 555 TCN, Tề Linh công lấn chiếm biên giới phía bắc nước Lỗ. Tấn Bình công bèn tập hợp quân các nước Lỗ, Tống, Vệ, Trịnh, Tào, Cử, Chu, Đằng, Tiết (薛), Kỷ, Tiểu Chu (小邾) cùng đánh Tề. Tướng Tấn là Tuân Yển sai cắm nhiều cờ trong rừng làm nghi binh khiến quân Tề tưởng rằng quân các nước rất đông đảo.
Tề Linh công lên núi Vu Sơn nhìn, thấy thanh thế liên quân 12 nước chư hầu rất lớn, có ý định bỏ chạy về cố thủ ở kinh thành Lâm Tri. Án Anh nên cố sức chống cự nhưng Linh công không nghe. Cuối tháng 10 năm đó quân Tề rút hết về Lâm Tri. Quân các nước chư hầu đuổi theo vây thành Lâm Tri. Tề Linh công hoảng sợ, định bỏ nốt kinh thành chạy về Bưu Đường. Thế tử Khương Quang cùng tướng Quách Vinh nhất quyết can ngăn. Tề Linh công định lên xe ngựa, thế tử Quang rút gươm chặt cương ngựa đi để ngăn lại. Sau đó quả nhiên quân chư hầu đốt phá nhà cửa ở ngoại thành rồi rút đi.

## Truyền ngôi
Tề Linh công có vợ cả là Nhan Ý Cơ người nước Lỗ, nhưng Nhan Ý Cơ không có con. Cháu gái Ý Cơ được làm vợ lẽ Tề Linh công sinh ra Khương Quang. Tề Linh công đã lập Khương Quang làm thế tử.
Tề Linh công lại lấy con gái Thúc Tôn Tuyên Bá nước Lỗ, sinh ra công tử Khương Chử Cữu.
Sau đó ông lấy hai người vợ nữa là Trọng Cơ và Nhung Cơ. Trọng Cơ cũng sinh được con trai là Khương Nha, thấy Nhung Cơ được Linh công sủng ái bèn nhờ Nhung Cơ giúp. Theo lời Nhung Cơ, Tề Linh công hứa sẽ lập Khương Nha kế vị. Nhưng chính mẹ Nha là Trọng Cơ lại phản đối thay ngôi thế tử, vì Khương Quang đã được lập.
Tuy nhiên Tề Linh công không nghe, quyết ý lập Nha. Ông bèn sai Khương Quang đi trấn thủ phía đông và sai Cao Hậu giúp cho Khương Nha.
Năm 554 TCN, Tề Linh công ốm nặng. Đại phu Thôi Trữ ủng hộ Khương Quang bèn đón Quang về lập làm thế tử, Linh công nằm trên giường bệnh không thể ngăn cản được. Khương Quang giết chết mẹ kế Nhung Cơ.
Đến tháng 5 năm 554 TCN, Tề Linh công qua đời. Ông ở ngôi tất cả 28 năm. Thế tử Quang lên nối ngôi, tức là Tề Trang công. Khương Nha bị Tề Trang công mang ra gò Câu Độc giết chết. Ba tháng sau, người giúp Nha là Cao Hậu cũng bị Thôi Trữ giết chết.